# Johnny's Dome Theatre〜SUMMARY2012〜 Sexy Zone
『Johnny's Dome Theatre〜SUMMARY2012〜 Sexy Zone』（ジャニーズドリームシアター〜サマリー2012〜セクシーゾーン）は、Sexy Zoneの2枚目のライブビデオ。2013年2月13日にポニーキャニオンから発売。Blu-ray DiscとDVDの2形態リリース。
初回封入特典はオリジナルポストカード2枚セット（集合1種+ソロ5種のうち1種）。

## 収録内容
2012年8月 TOKYO DOME CITY HALLにて収録
1. Overture
2. SUMMARY
3. Lady ダイヤモンド
4. 月光
5. 風をきって
6. Sexy Summerに雪が降る 〜Ballad ver.〜
7. Hellow Broadway - 佐藤勝利
8. Let’s Go to Tokyo - 佐藤勝利
9. New York, New York - 佐藤勝利
10. きみを離さない きみを離れない - 中島健人・菊池風磨・佐藤勝利
11. 雨だって - Sexy Boys
12. Ho! サマー - 松島聡・マリウス葉 (タッキー&翼の曲)
13. Magic Power (Hey! Say! JUMPの曲)
14. IF YOU WANNA DANCE
15. ビリビリDANCE (中山優馬 w/B.I.Shadowの曲)
16. (MC)
17. 「Jr.コーナー」
18. 愛の讃歌 - 菊池風磨 (エディット・ピアフの曲)
19. rouge - 菊池風磨
20. 愛のかたまり - 中島健人 (KinKi Kidsの曲)
21. Teleportation - 中島健人
22. 「対決コーナー」
23. GAME
24. OVERTURE〜ルート・17 (男闘呼組の曲)
25. ミッドナイト・シャッフル - ジャニーズJr. (近藤真彦の曲)
26. Sexy Zone
27. I see the light〜僕たちのステージ〜
28. Sexy Summerに雪が降る
29. 勇気100%
30. キミのため ボクがいる
31. スキすぎて
32. With you